# 恋川春町
恋川春町（日语：／ Koikawa Harumachi；1744年—1789年8月27日），本名倉橋格（くらはし いたる），狂歌名酒上不埒（さけのうえのふらち）。日本江戶時代后期作家、武士，长期担任駿河國小島藩在江户的官方代表，在文学上以黄表纸、狂歌见长，代表作有《金金先生荣花梦》、《鸚鵡返文武二道》等。

## 生平
恋川春町於延享元年（1744年）出生于駿河國田中城下，是紀伊國田邊藩藩士桑島勝義的次子，童名龟之助，後改名隼人、勝暉，宝暦13年（1763年）十月二十二日，他出继出仕駿河小島藩的伯父倉橋勝政，改名仓桥格，1771年，他成为小岛藩武士，1776年，他接替退隐的养父成为仓桥家的家督，出任小岛藩取次兼留守居添（驻江户办事处代表），此后便常住江户，並最终於天明7年（1787年），升任小岛藩御年寄本役，石高120石，其职务與家老相当。
在成为仓桥家养子後，恋川春町开始师从浮世繪畫家鳥山石燕学画，並最终與鸟山一样以創作妖怪畫著称，1773年，恋川春町为朋誠堂喜三二的洒落本《当世風俗通》创作了插画，两人也成为挚友，开始合作创作，同时正式使用與小岛藩江户藩邸所在地“小石川春日町”读音相近的“恋川春町”作为笔名。1775年，其创作並自行作画的《金金先生荣花梦》透过鳞形屋出版问世，这部作品在江户城内受到读者欢迎，也成为了黄表纸的嚆矢。鳞形屋破产後，恋川春町转而加入蔦屋重三郎的蔦屋耕书堂，令后者出版物数量大增，日趋兴盛。
松平定信就任德川幕府老中後，加强对社会风俗的管控，逐步禁止洒落本、黄表纸等文学作品的出版，奖励文武，但一些政策引发了江户民众的不满，恋川春町亦於同时出版了黄表纸作品《鸚鵡返文武二道》，讽刺宽政改革，对此不满的幕府责难了他，恋川春町随即宣布退隐，最终于寛政元年（1789年8月27日）逝世，有学者认为他是自杀身亡的。他的友人朋诚堂喜三二亦被官方勒令停止创作。而松平定信也藉此机会下令御家人、藩士禁止创作戏作，强化言论管制:296-297。

## 作品
江戶時代中後期，町人階級在江戶等地逐漸壯大，以黃表紙為代表的戲作文學在儿童绘本读物“赤本”及“黑本”的基础上逐渐兴起，這些文學作品多采用拟人手法，多描绘脱离现实的梦境，充滿風流情趣，亦迎合町人的閱讀審美取向:292-294。恋川春町以《金金先生荣花梦》为滥觞，将绘本读物发展成面向成人的黄表纸读物，並與朋誠堂喜三二一道，將黄表纸推向高峰:294:10-21。除了黄表纸之外，恋川春町也通晓狂歌，曾师从大屋裏住学习狂歌，後以狂名“酒上不埒”著称于狂歌界，其作品见诸《万載狂歌集》、《栗花集》等诗集中。
恋川春町创作了33部黄表纸，除了《金金先生荣花梦》外，《鸚鵡返文武二道》也是其重要的作品:2-3。《金金先生荣花梦》取材自中国唐代傳奇《黃粱記》，讲述了贫穷青年金村屋金兵衛在江户谋生时於瀧泉寺前粟餅屋的一场梦，他在梦境中曾享有荣华富贵，最终一切化为乌有，最後返回乡下，全作也反映了富貴榮華的虛幻短促，其创作的风格亦为后世的黄表纸作者所效法:11-13。《鸚鵡返文武二道》创作于宽政改革期间，以醍醐天皇统治時代為背景，讲述了天皇为了奖励文治武功，让源義經推广武道，让菅秀才、大江匡房传授聖賢之道的故事，实则深入探討了松平定信領導的寬政改革時期的江戶社會狀況，作品中的菅秀才、大江匡房、醍醐天皇则分别以松平定信、柴野栗山及幕府将军德川家齊为原型，讽刺了改革政策:113-122，但日本近世史学者北島正元也指出他的作品只是寻找政策漏洞，道破社会现状的层面，无法形成真正批判现实的力量:296-297。